# Аренфјолфелд
Аренфјолфелд (њем. Ahrenviölfeld) општина је у њемачкој савезној држави Шлезвиг-Холштајн. Једно је од 132 општинска средишта округа Нордфризланд. Према процјени из 2010. у општини је живјело 269 становника. Посједује регионалну шифру (AGS) 1054004.

## Географија
Аренфјолфелд се налази у савезној држави Шлезвиг-Холштајн у округу Нордфризланд. Општина се налази на надморској висини од 13 метара. Површина општине износи 7,3 km².

## Становништво
У самом мјесту је, према процјени из 2010. године, живјело 269 становника. Просјечна густина становништва износи 37 становника/km².